# Evelyn Engleder

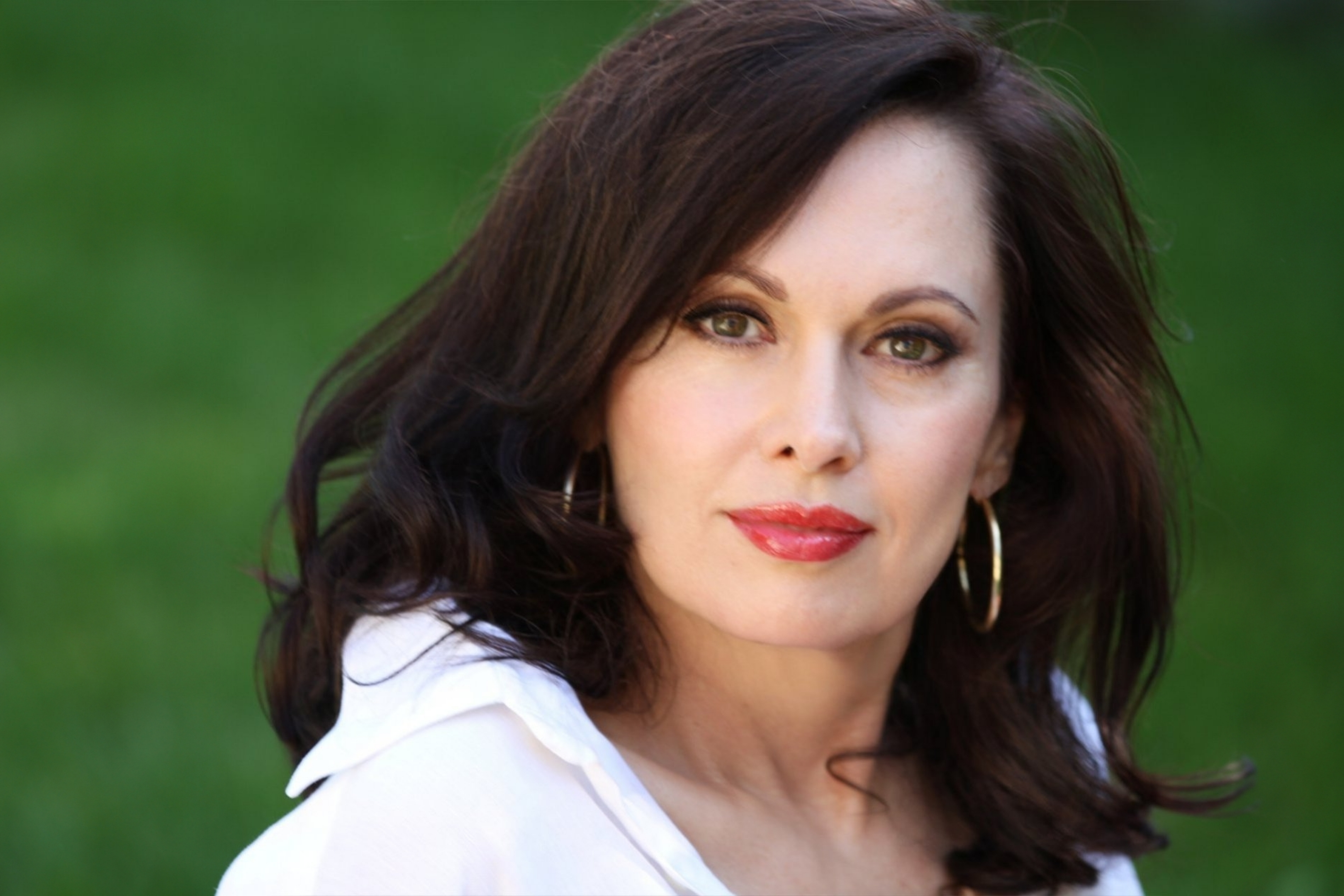
Evelyn Engleder 2024

Evelyn Engleder (* 15. Februar 1958 in Schwertberg, Oberösterreich) ist eine österreichische Schauspielerin und Moderatorin. Sie war die Miss Austria des Jahres 1974.

## Biografie
Nach dem Gymnasium studierte Engleder an der Universität Wien das Lehramt in Germanistik und Romanistik. Währenddessen gewann sie die Wahl zur Miss Vienna und zur Miss Austria 1974. Ihre Schauspielausbildung absolvierte sie im Studio von Dorothea Neff und Eva Zilcher. Seither spielt sie in diversen Fernsehproduktionen mit. Eine ihrer bekanntesten Rolle ist jene der Nancy Schimek in der österreichischen Fernsehserie Kaisermühlen Blues.

## Filmografie (Auswahl)
- 1983: Kottan ermittelt – Fühlt wie Du (Fernsehserie)
- 1985: Red Heat – Unschuld hinter Gittern
- 1986: Auf Achse – Felix Austria (Fernsehserie)
- 1986–1992: SOKO München (Fernsehserie, zwei Episoden)
- 1987–1989: Wurlitzer
- 1988: Die Schwarzwaldklinik – Glück im Spiel (Fernsehserie)
- 1989: Sabbath (Fernsehserie, eine Episode)
- 1990–1991: Ein Schloß am Wörthersee (Fernsehserie, zwei Episoden)
- 1992–2000: Kaisermühlen Blues (Fernsehserie, 45 Episoden)
- 1995: Gegen den Wind – Die Robbe (Fernsehserie)
- 1997: Küstenwache – Personenschutz (Fernsehserie)
- 1997: Das Traumschiff – Hawaii (Fernsehserie)
- 1999: Herz über Bord (Fernsehfilm)
- 1999: MA 2412 (Fernsehserie, eine Episode)
- 2002: Dolce Vita & Co – Polterabend (Fernsehserie)
- 2002: Ein Fall für zwei – Alpträume (Fernsehserie)
- 2003: MA 2412 – Die Staatsdiener
- 2004: Unser Charly – Charly und die Zebrafrau (Fernsehserie)
- 2006: SOKO Kitzbühel – Tod einer Hexe (Fernsehserie)
- 2008: Das Himmelfahrtkommando (Kurzspielfilm)
- 2012: Tom Turbo – Kennwort: Knallwurst (Fernsehserie)

## Theater
- 2017: Festspiele Schloss Tiilyburg: Kontesse Mizzi von Arthur Schnitzler. Rolle: Lolo Langhube
- 2022: Festspiele Schloss Tillysburg: Der Bauer als Millionär. Rolle: Fee Lakrimosa